# 1 Dywizja Pancerna SS „Leibstandarte SS Adolf Hitler”

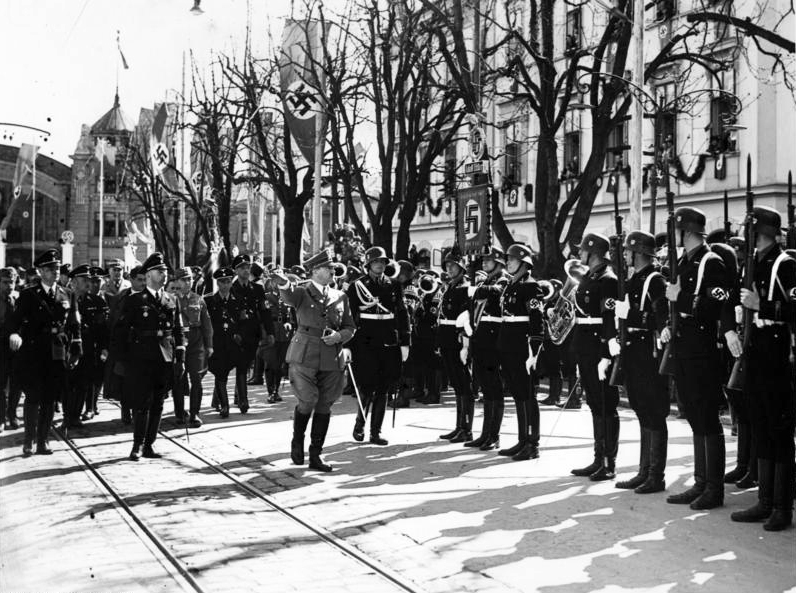
Adolf Hitler dokonuje przeglądu pułku Leibstandarte SS po przybyciu do Klagenfurtu w kwietniu 1938

1 Dywizja Pancerna SS „Leibstandarte SS Adolf Hitler” (Leibstandarte SS Adolf Hitler) (niem. 1. SS-Panzerdivision „Leibstandarte SS Adolf Hitler”) – Gwardia Przyboczna Adolfa Hitlera, w skrócie: LSSAH) – najbardziej elitarna spośród dywizji Waffen-SS, uczestniczyła w agresji na Polskę, Francję, Jugosławię, Grecję i Związek Radziecki, odpowiedzialna m.in. za mordy na jeńcach wojennych. Wyrosła z oddziału straży przybocznej Hitlera; przyjmowano do niej jedynie ochotników, którzy następnie byli poddawani starannej selekcji. Hasłem dywizji było niem. Meine Ehre heißt Treue – „Moim honorem jest wierność”.

## Historia

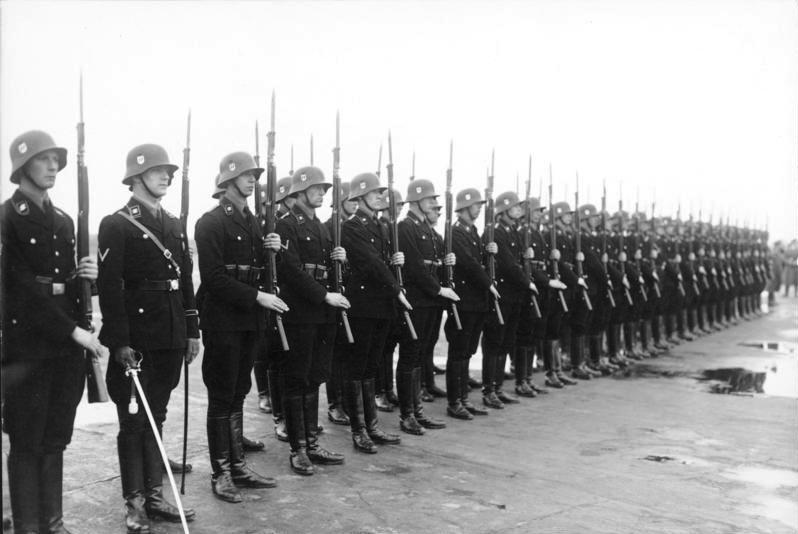
Kompania reprezentacyjna z LSSAH podczas oficjalnej gali (lotnisko Tempelhof, Berlin, 1935)

Dywizja wywodziła się z około 120-osobowego oddziału straży przybocznej (ochrony sztabu) Adolfa Hitlera SS-Stabswache Berlin, utworzonego 17 marca 1933 roku przez Josefa „Seppa” Dietricha, w celu zastąpienia oddziałów SA stanowiących dotychczasową ochronę Hitlera. Po przeniesieniu do dawnego korpusu kadetów w Berlin-Lichterfelde oddział otrzymał nazwę SS-Sonderkommando Berlin (Oddział Specjalny SS Berlin). 9 listopada tego samego roku liczącą już 835 „ochroniarzy” jednostkę przemianowano na Leibstandarte Adolf Hitler – LAH („SS” dodano później).
W lipcu 1934 roku żołnierze LAH brali udział w wymordowaniu przeciwników Hitlera. Pod koniec tego roku jednostka została zmotoryzowana i z czasem osiągnęła siłę pułku. W marcu 1935 roku esesmani z LSSAH uczestniczyli w zajęciu Saary, w marcu 1936 roku w remilitaryzacji Nadrenii, a w 1938 roku w aneksji Austrii i Kraju Sudetów.
Podczas agresji na Polskę w 1939 jednostka walczyła pod Łodzią, Modlinem i Warszawą. Jeszcze jako pułk brał udział w walkach w czasie ataku na Holandię i Francję. 28 maja 1940 r. żołnierze LSSAH zamordowali pod Wormhoudt niedaleko Dunkierki od 65 do 85 jeńców brytyjskich i francuskich. Przeżyć udało się 15 jeńcom.

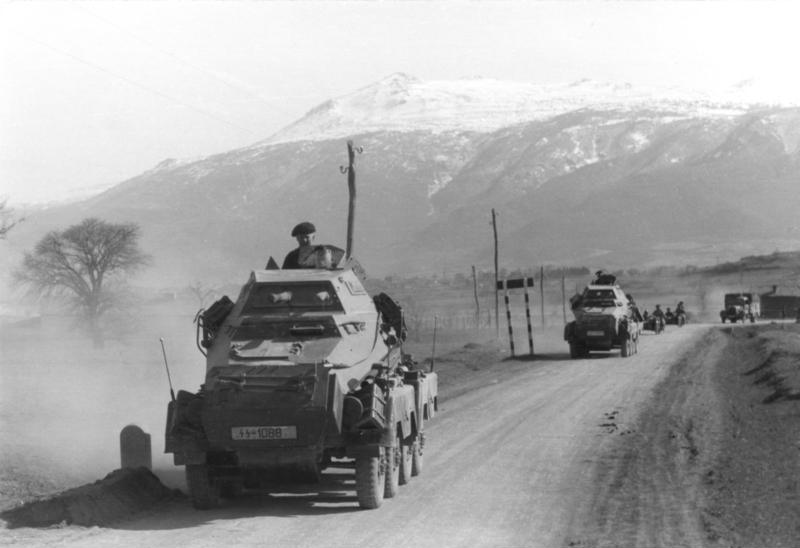
Schwerer Panzerspähwagen (8-Rad) należące do jednostki LSSAH (Bałkany, 1941)

W sierpniu 1940 roku jednostkę rozbudowano do brygady i w lutym 1941 wysłano ją na Bałkany, by wzięła udział w ataku na Jugosławię. Już jako LSSAH, zdobyła Skopje, a następnie brała udział w ataku na Grecję, gdzie zajęła między innymi miasto Janinę.
W sile prawie 11 000 ludzi LSSAH wzięła udział w ataku Niemiec na ZSRR. W październiku 1941 znalazła w zdobytym Taganrogu ciała wziętych do niewoli 6 esesmanów zamordowanych przez czerwonoarmistów – w odwecie w ciągu trzech dni żołnierze LSSAH zamordowali około 4000 wziętych do niewoli żołnierzy Armii Czerwonej. Przez następne miesiące walczyła nad Donem.
W lipcu 1942 jednostkę wycofano do Francji i rozbudowano do dywizji grenadierów pancernych (LSSAH dostała wtedy jedne z pierwszych czołgów Tygrys).
W styczniu 1943 roku licząca prawie 21 000 żołnierzy LSSAH wróciła na Ukrainę, gdzie walczyła nad Donem i Dnieprem. W lutym jednostka oddała Armii Czerwonej Charków, ale wściekłość Hitlera spowodowała, że miesiąc później miasto zostało odbite po krwawych walkach. LSSAH zapłaciła jednak za ten sukces wysoką cenę – 4500 zabitych i rannych żołnierzy. W lipcu tego samego roku dywizja uczestniczyła w operacji „Cytadela” (tracąc w niej 474 zabitych i 2279 rannych).
Pod koniec miesiąca została wysłana do Włoch, broń zostawiając innym jednostkom. Przezbrojona, pełniła obowiązki okupacyjne w północnych Włoszech, zwalczając tamtejszą partyzantkę.
W październiku 1943 LSSAH przekształcono w dywizję pancerną i w sile prawie 20 000 ludzi ze 160 czołgami wysłano w rejon Żytomierza na Ukrainie. Po kilku miesiącach bardzo ciężkich walk, w lutym 1944 w dywizji pozostały jedynie 3 czołgi i 4 działa pancerne. W połowie marca, po walkach w rejonie Kamieńca Podolskiego LSSAH stopniała do stanu 1250 ludzi. Miesiąc później niedobitki elity SS wysłano do Belgii.

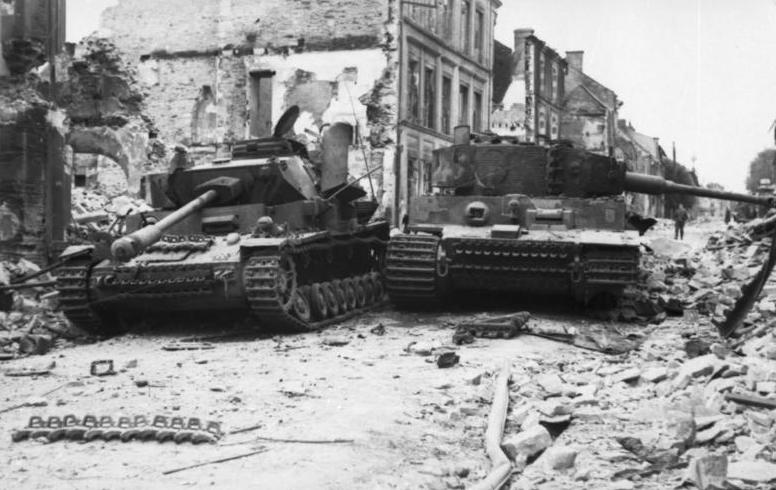
Zniszczone czołgi PzKpfw IV i PzKpfw VI Tiger z dywizji LSSAH (Villers-Bocage, Normandia, 1944)

W czerwcu odtworzona LSSAH liczyła około 20 000 żołnierzy (nie byli oni już wtedy poddawani tak ostrej selekcji jak na początku wojny), którzy byli uzbrojeni w m.in. prawie 120 czołgów i ponad 40 dział pancernych. 6 czerwca 1944 w Normandii wylądowali alianci. Odnowiona LSSAH została skierowana przeciwko nim, ale na front dotarła w całości w miesiąc po desancie. Powstrzymywała ataki w rejonie Caen, tracąc w trzy tygodnie 1500 ludzi. W sierpniu została okrążona wraz z wieloma innymi dywizjami w rejonie Falaise, gdzie została rozbita. Straciła cały ciężki sprzęt a z okrążenia wydostało się zaledwie 5000–6000 żołnierzy LSSAH.
Do grudnia 1944 roku została ponownie odtworzona na terytorium III Rzeszy, osiągając stan 22 000 żołnierzy wyposażonych w 84 czołgi i 20 dział pancernych. W trakcie grudniowej ofensywy w Ardenach LSSAH miała stanowić szpicę głównego ugrupowania uderzeniowego, czyli 6 Armii Pancernej SS, ale utknęła w korkach na wąskich górskich drogach. Doszło też do zbrodni: w rejonie Malmedy esesmani zabili kilkuset jeńców amerykańskich i belgijskich cywilów. Wcześniej dywizja dopuściła się wielu innych zbrodni wojennych na froncie wschodnim i we Włoszech.
W styczniu 1945 roku dywizję wycofano z Ardenów i skierowano na Węgry, gdzie 46 czołgami, wraz z innymi zdziesiątkowanymi dywizjami Waffen-SS, miała – według założeń niemieckiego dowództwa – odmienić losy wojny. Po 10 dniach walk, 25 lutego, miała już tylko 23 czołgi. Po klęsce kontrofensywy na Węgrzech próbowała zatrzymać marsz Armii Czerwonej na Austrię. Na początku kwietnia 1945 elitarną dywizję tworzyło mniej niż 1700 żołnierzy z 16 czołgami. Porzuciwszy ciężką broń resztki LSSAH wycofały się na zachód, aby poddać się aliantom.
Dowódcę i kilkudziesięciu innych oficerów dywizji Amerykanie poddali później osądowi trybunału wojennego w Dachau. Wielu skazano na karę śmierci, zamienioną później na kary więzienia.
Żołnierze dywizji uważali siebie za elitę, jednak przez aliantów uznawani byli za członków zbrodniczej organizacji SS. Po zakończeniu wojny Międzynarodowy Trybunał w Norymberdze uznał SS za organizację zbrodniczą, a wielu jej dowódców za zbrodniarzy wojennych.

## Dowódcy dywizji
- SS-Oberstgruppenführer Josef Dietrich, 15 sierpnia 1938 – 7 kwietnia 1943
- SS-Brigadeführer Theodor Wisch, 7 kwietnia 1943 – 20 sierpnia 1944
- SS-Brigadeführer Wilhelm Mohnke, 20 sierpnia 1944 – 6 lutego 1945
- SS-Brigadeführer Otto Kumm, 6 lutego 1945 – 8 maja 1945

## Struktura organizacyjna

### Infanterie-Regiment Leibstandarte SS Adolf Hitler (mot.) (1938 rok)
- I.Bataillon (batalion piechoty)
- II.Bataillon (batalion piechoty)
- III.Bataillon (batalion piechoty)
- IV.Bataillon (batalion piechoty)
- 13.Infanterie Geschütz-Kompanie (kompania artylerii piechoty)
- 14.Panzerjäger-Kompanie (kompania przeciwpancerna)
- 15.Kradschutzen-Kompanie (kompania motocyklistów)
- Aufklärungs-Zug (pluton zwiadu)
- Pioneer-Zug (pluton saperów)
- Kradschutzen-Zug (pluton motocyklistów)
- Nachtrichten-Zug (pluton łączności)
- Musik-Zug (pluton orkiestry wojskowej)

### SS-Division Leibstandarte-SS Adolf Hitler (1941 rok)
- Stab mit Musikzug (sztab i pluton orkiestry wojskowej)
- I.Bataillon (batalion piechoty)
- II.Bataillon (batalion piechoty)
- III.Bataillon (batalion piechoty)
- IV.Bataillon (batalion piechoty)
- Aufklarungs-Abteilung (dywizjon rozpoznawczy)
- Artillerie-Regiment (pułk artylerii)
- Pionier-Bataillon (batalion saperów)
- Nachrichten-Abteilung (batalion łączności)
- Nachschub-Dienste (służby zaopatrzeniowe)

### SS-Panzer-Grenadier-Division Leibstandarte SS Adolf Hitler (1943 rok)
- Divisions Stab (sztab)
- Karenstelle (sekcja kartograficzna)
- Musikzug (pluton orkiestry wojskowej)
- SS-Grenadier-Regiment 1 (pułk grenadierów SS)
- SS-Grenadier-Regiment 2 (pułk grenadierów SS)
- Panzer-Regiment 1 (pułk pancerny)
- Sturmgeschütz-Abteilung (dywizjon dział szturmowych)
- Aufklarürungs-Abteilung (oddział zwiadu)
- Artillerie-Regiment (pułk artylerii)
- Panzerjäger-Abteilung (batalion przeciwpancerny)
- Flak-Abteilung (dywizjon przeciwlotniczy)
- Pionier-Bataillon (batalion saperów)
- Nachrichten-Abteilung (batalion łączności)
- Wirtschafts-Bataillon (batalion gospodarczy)
- Sanitäts-Abteilung (batalion sanitarny)
- Nachschub-Dienst (służby zaopatrzeniowe)
- Instandsetzungs-Abteilung (batalion warsztatowy)

### 1.SS-Panzer-Division Leibstandarte SS Adolf Hitler (1944 rok)
- Stab der Division (sztab)
- SS-Panzer-Grenadier-Regiment 1 (pułk grenadierów pancernych SS)
- SS-Panzer-Grenadier-Regiment 2 (pułk grenadierów pancernych SS)
- SS-Panzer-Aufklärungs-Abteilung 1 (pancerny dywizjon rozpoznawczy SS)
- SS-Panzer-Regiment 1 (pułk pancerny SS)
- SS-Panzerjäger-Abteilung (batalion przeciwpancerny SS)
- SS-Sturmgeschütz-Abteilung (dywizjon dział szturmowych SS)
- SS-Panzer-Artillerie-Reigment (pułk artylerii pancernej SS)
- SS-Flak-Abteilung 1 (dywizjon przeciwlotniczy SS)
- SS-Panzer-Pionier-Bataillon (batalion saperów SS)
- SS-Panzer-Nachrichten-Abteilung (batalion łączności SS)